# Geraldo Jordão Pereira
Geraldo Jordão Pereira (Rio de Janeiro, 1938 — 2008) foi um editor brasileiro, filho do também editor José Olympio. Foi fundador da editora Sextante.

## Biografia
Formou-se sociólogo pela Pontifícia Universidade Católica do Rio de Janeiro (PUC-RJ), além de cursar administração no Pratt Institute, em Nova Iorque.
Trabalhou desde a sua formação na área de letras e educação, dirigindo por 20 anos (desde os 17) a Livraria José Olympio Editora. Posteriormente fundou em 1998, junto com dois de seus filhos, a Editora Sextante.
Além disso, foi membro do Grupo de Trabalho que criou a Fundação Parque do Flamengo. Foi diretor do Jardim Botânico do Rio de Janeiro de 1985 a 1987, quando criou a Sociedade Amigos do Jardim Botânico..